# Opona twarda
Opona twarda (łac. dura mater), potocznie twardówka – jedna z opon mózgowo-rdzeniowych. Zbudowana jest z blaszki zewnętrznej (okostnowej) i blaszki wewnętrznej (oponowej lub mózgowej). Blaszki są oddzielone od siebie w miejscu, gdzie znajdują się zatoki żylne opony twardej: w zagłębieniu Meckela, w miejscu siodła tureckiego oraz w miejscach, gdzie leżą woreczki śródchłonkowe, na tylnej powierzchni piramidy kości skroniowej. Na pozostałej powierzchni są ze sobą zrośnięte.

## Wypustki opony twardej
Opona twarda ma cztery wypustki (fałdy) zbudowane ze zdwojenia blaszki wewnętrznej:
- fałdy o przebiegu strzałkowym:
  - sierp mózgu – oddziela od siebie półkule mózgu
  - sierp móżdżku – stanowi przedłużenie sierpa mózgu i biegnie od namiotu móżdżku do otworu potylicznego wielkiego
- fałdy o przebiegu poziomym:
  - namiot móżdżku – oddziela półkule mózgu od półkul móżdżku
  - przepona siodła – oddziela przysadkę od reszty środkowego dołu czaszki.

## Zatoki opony twardej
Zatoki żylne są wysłane śródbłonkiem i wypełnione krwią żylną. Wyróżnia się dwa zespoły zatok:
- górny zespół zatok – jego punktem centralnym jest spływ zatok, położony na guzowatości potylicznej wewnętrznej. Uchodzi do niego nieparzysta zatoka strzałkowa górna oraz nieparzysta zatoka prosta. Krew odpływa ze spływu zatok przez parzyste zatoki poprzeczne oraz nieparzystą zatokę potyliczną. Krew odpływa z górnego zespołu zatok również przez żyły wypustowe oraz sploty żylne.
- dolny zespół zatok – jego punktem centralnym jest zatoka jamista.

## Unaczynienie
Opona twarda mózgowia posiada swoje własne naczynia krwionośne, w przeciwieństwie do opon rdzenia kręgowego. Naczynia układają się w dwie warstwy i te, które przebiegają w warstwie zewnętrznej są silniejsze.
- Opona twarda dołu przedniego czaszki zaopatrywana jest przez:
  - parzystą tętnicę oponową przednią
  - parzystą gałąź czołową tętnicy oponowej środkowej (ramus frontalis arteriae meningeae mediae).
- Opona twarda dołu środkowego czaszki zaopatrywana jest przez:
  - parzystą tętnicę oponową środkową
  - gałęzie oponowe od tętnicy łzowej
  - tętnicę oponową dodatkową.
- Opona twarda dołu tylnego czaszki zaopatrywana jest przez:
  - parzystą tętnicę oponową tylną
  - gałąź ciemieniową tętnicy oponowej środkowej (ramus parietalis arteriae meningeae mediae)
  - gałąź oponową tętnicy potylicznej (ramus meningeus arteriae occipitalis)
  - gałąź oponową tętnicy kręgowej (ramus meningeus arteriae vertebralis).

## Unerwienie
Unerwienie czuciowe pochodzi od gałęzi nerwu trójdzielnego, gałęzi nerwów: błędnego i podjęzykowego oraz od trzech górnych nerwów rdzeniowych szyjnych.